# 威廉·格里菲斯·威尔逊
威廉·格里菲斯·威尔逊（英語：William Griffith Wilson，1895年11月26日—1971年01月24日），也被称为Bill Wilson或Bill W.，是匿名戒酒会（AA）的创始人之一， 在全球拥有超过二千万会员的国际互助组织，属于大约一万个团体，协会，组织，合作社和酗酒者合作，帮助其他酗酒者实现和保持清醒。